# Spójnia Stargard
O Spójnia Stargard Sportowa Spółka Akcyjna, conhecido simplesmente por Spójnia Stargard ou até mesmo apenas Spójnia, é um clube profissional de Basquetebol localizado em Stargard, Polónia que atualmente disputa a Liga Polonesa (PLK). Manda seus jogos na Hala Miehjska  com capacidade para 2.500 pessoas. 

## Histórico de temporadas
| Temporada | Nível | Liga   | Pos. | V/D   | PL  | Resultado         | Copa da Polônia | Copa da Polônia | Competições europeias | Competições europeias |
| --------- | ----- | ------ | ---- | ----- | --- | ----------------- | --------------- | --------------- | --------------------- | --------------------- |
| 2010-11   | 2     | I Liga | 8    | 15-15 | 0-2 | Quartas de finais |                 |                 |                       |                       |
| 2011-12   | 2     | I Liga | 5    | 17-11 | 2-3 | Quartas de finais |                 |                 |                       |                       |
| 2012-13   | 2     | I Liga | 5    | 16-14 | 0-3 | Quartas de finais |                 |                 |                       |                       |
| 2013-14   | 2     | I Liga | 12   | 6-20  |     |                   |                 |                 |                       |                       |
| 2014-15   | 2     | I Liga | 6    | 15-11 | 1-3 | Quartas de finais |                 |                 |                       |                       |
| 2015-16   | 2     | I Liga | 10   | 12-18 |     |                   |                 |                 |                       |                       |
| 2016–17   | 2     | I Liga | 5    | 19-11 | 4-3 | Semifinais        |                 |                 |                       |                       |
| 2017–18   | 2     | I Liga | 1    | 28-4  | 9-1 | Promovidocampeão  |                 |                 |                       |                       |
| 2018–19   | 1     | PLK    | 13   | 9-21  |     |                   |                 |                 |                       |                       |
| 2019–20   | 1     | PLK    | 9    | 10-12 |     |                   |                 |                 |                       |                       |
| 2020–21   | 1     | PLK    | 8    | 16-14 | 1-3 | Quartas de finais | Finalista       | Finalista       |                       |                       |
| 2021–22   | 1     | PLK    | 11   | 11-19 |     |                   |                 |                 |                       |                       |
| 2022–23   | 1     | PLK    | 5    | 18-12 | 0-3 | Quartas de finais | Semifinalista   | Semifinalista   |                       |                       |
| 2023–24   | 1     | PLK    | 8    | 16-14 | 3-7 | Semifinalista     |                 |                 | 4 Copa Europeia TR    | 4 Copa Europeia TR    |
| 2024–25   | 1     | PLK    | 16   | 9-21  |     | Rebaixado         |                 |                 | 4 Copa Europeia TR    | 4 Copa Europeia TR    |

fonte:eurobasket.com

## Títulos
Copa da Polônia
- Finalista (1): 2021

Segunda divisão
- Campeão (1):2017-18

## Artigos relacionados
- Liga Polonesa de Basquetebol
- Seleção Polonesa de Basquetebol